# Bekenes
Bekenes is een woonplaats in de gemeente Woerden, in de Nederlandse provincie Utrecht.
Het is gelegen in het uiterste westen van de gemeente, tegen de grens van de provincie Zuid-Holland (voormalige gemeente Bodegraven) aan, ten westen van de Woerdense wijk Barwoutswaarder en niet ver ten oosten van het dorp Nieuwerbrug. Bekenes ligt ten zuiden van een bocht in de Oude Rijn.
Wijken van Woerden: Bomen- en Bloemenkwartier · Molenvliet · Snel en Polanen · Schilderkwartier · Staatsliedenkwartier · Waterrijk

Dorpen: Harmelen · Kamerik · Kanis · De Meije · Zegveld

Buurtschappen: Barwoutswaarder · Bekenes · Breeveld · Breudijk · Cattenbroek · Geestdorp · Gerverscop · Harmelerwaard · Houtdijken · Kromwijk · Lagebroek · Mijzijde · Oud-Kamerik · Reijerscop · Rietveld · Teckop

Utrecht · Plaatsen in de provincie      Nederland · Provincies · Gemeenten